# Black Spot
Black Spot (Zone Blanche) è una serie televisiva franco-belga creata da Mathieu Missoffe e diretta da Thierry Poiraud, insieme a Julien Despaux. La serie è trasmessa in Francia dal 10 aprile 2017 su France 2 e in Belgio da marzo 2017 sulla rete televisiva RTBF.
In Italia, la prima stagione è stata distribuita il 23 gennaio 2018 da Amazon Prime Video, mentre la seconda è stata pubblicata su Netflix il 14 giugno 2019.

## Trama
La maggiore Laurène Weiss è a capo della Gendarmeria della sua città natale, Villefranche, una piccola città fittizia in mezzo a una foresta e tra le montagne. Quando il corpo di una donna viene trovato impiccato a uno strano albero, il procuratore Franck Siriani si interroga sui motivi per cui il tasso di omicidi della città è aumentato divenendo sei volte la media nazionale e la sua popolazione continua a diminuire. Inoltre, Franck comincia ad indagare sul passato di Laurène.

## Episodi
| Stagione         | Episodi | Prima TV Francia | Distribuzione Italia |
| ---------------- | ------- | ---------------- | -------------------- |
| Prima stagione   | 8       | 2017             | 2018                 |
| Seconda stagione | 8       | 2019             | 2019                 |

## Premi e riconoscimenti
- Festival des créations télévisuelles de Luchon 2017: 
  - Miglior attore promettente a Hubert Delattre
  - Miglior regista a Thierry Poiraud e Julien Despaux
  - Migliore fotografia a Christophe Nuyens

- Festival des créations télévisuelles de Luchon 2019:
  - Migliore fotografia a Christophe Nuyens e Brecht Goyvaerts